# Ostruška Citonja
Ostruška Citonja je naseljeno mjesto u općini Fojnica, Federacija Bosne i Hercegovine, BiH.
Nalazi se oko 2 kilometra istočno od Fojnice.

## Stanovništvo

### 1991.
Nacionalni sastav stanovništva 1991. godine, bio je sljedeći:
ukupno: 26
- Hrvati - 26

### 2013.
Nacionalni sastav stanovništva 2013. godine, bio je sljedeći:
ukupno: 2
- Bošnjaci - 2

## Vanjske poveznice
- Satelitska snimka  Arhivirana inačica izvorne stranice od 25. veljače 2021. (Wayback Machine)